# Средњошколски центар „Љубиша Младеновић” Бања Лука
Средњошколски центар „Љубиша Младеновић” једна је од средњих школа у Бања Луци и прва приватна школа у Републици Српској. У свом оквиру има Медицинску, Економску и Електротехничку школу. Налази се у улици деспота Стефана Лазаревића бб.

## Историјат
Средњошколски центар „Љубиша Младеновић” је основан 2006. године као Средња пословна школа, оснивач је Универзитет за пословни инжењеринг и менаџмент у Бањој Луци. У његовом саставу се налазе Медицинска школа, Економска школа и Електротехничка школа, као и школска библиотека. Издавачка дјелатност се своди на средњошколски часопис „Пирамида”. Од ваннаставних активности се посебна пажња посвјећује спорту па, поред редовних часова наставе физичког васпитања, ученицима је омогућена бесплатна рекреација на Градском олимпијском базену. У оквиру Медицинске школе садрже занимања Медицински техничар и Физиотерапеутски техничар у трајању од четири године. Стручни предмети су из области опште медицине и његе болесника. Ученици праксу обављају на Универзитетском клиничком центру Бања Лука. Школа располаже са опремљеним кабинетима анатомије и здравствене његе, као и лабораторијом. У оквиру Економске школе садрже занимања Економски техничар у трајању од четири године, стручни предмети су углавном из области опште економије и финансија. У оквиру Електротехничке школе садрже занимање Техничар рачунарства и програмирања у трајању од четири године. Практични рад се одвија у опремљеном рачунарском кабинету и радионицама намијењеним за практичну наставу током које ученици савладавају програмске језике, учествују у радионицама и посјећују стручне сајмове.